# Таманский, Пётр Иванович
Пётр Иванович Таманский (1808—1883) — русский архитектор.

## Биография

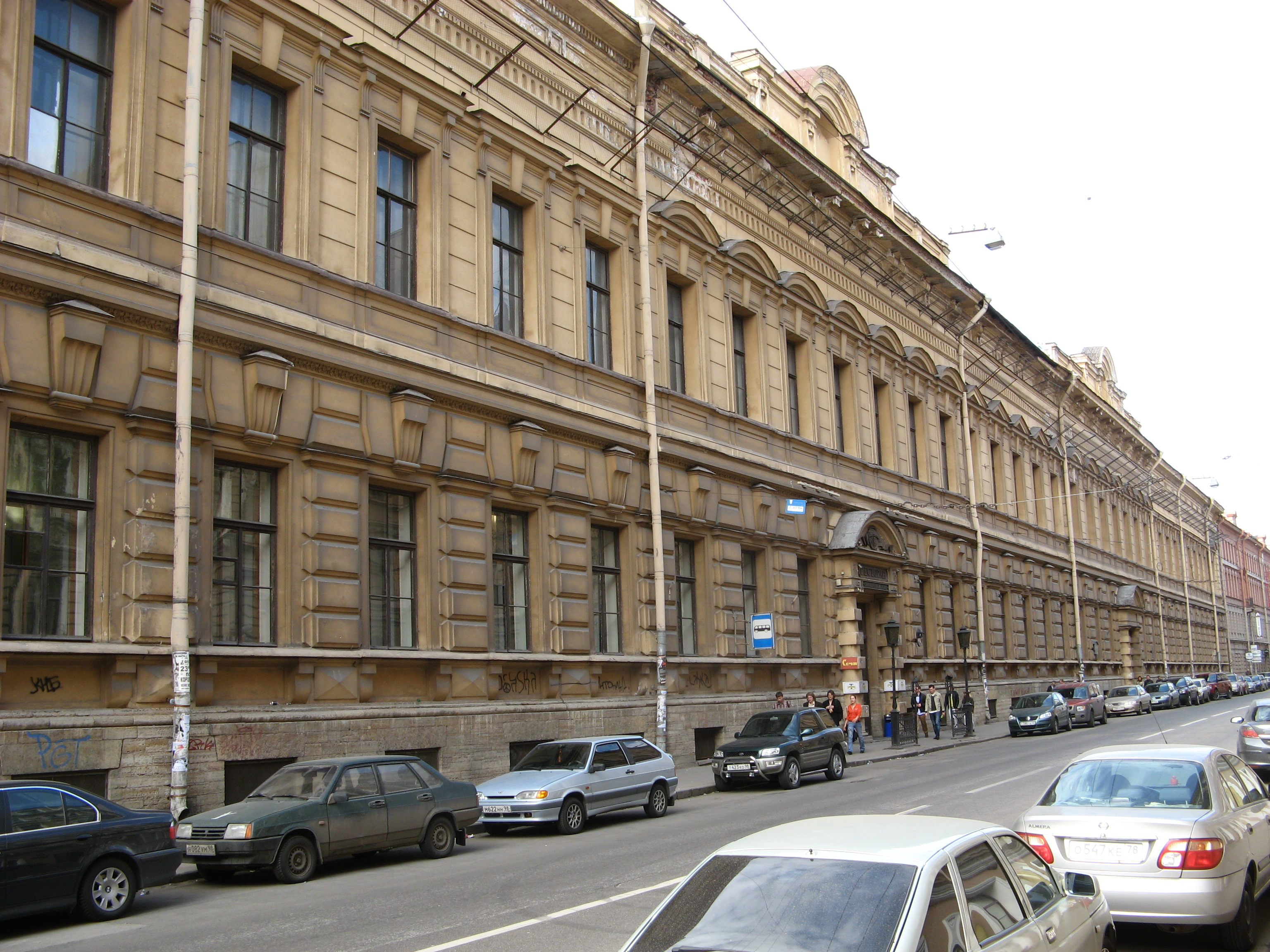
Здание Опекунского совета Императорского Воспитательного дома, современный внешний вид которого был создан Таманским

Родился 12 (24) июня 1806 года (или в 1808 году) в семье московского архитектора Ивана Трофимовича Таманского.
В 1826 году окончил архитектурную школу при Экспедиции кремлёвского строения. Служил при экспедиции архитекторским помощником 3-го класса. В августе 1827 года был арестован по делу тайного политического кружка студентов братьев Критских при Московском университете и в 1828 году был сослан в Пермь. По ходатайству отца в 1832 году он был прощён и возвратился в Москву, где выполнял обязанности архитекторского помощника и через некоторое время стал архитекторским помощником 2-го класса.
В 1837 году переехал в Санкт-Петербург, где стал служить помощником архитектора (затем архитектором в чертёжной) в Инженерном департаменте и, одновременно в первые четыре года, архитектором Провиантского департамента. Также он был преподавателем строительного искусства в Главном инженерном училище; участвовал в перестройке Михайловского замка. В 1840 году получил от Академии художеств звание «назначенного», которое открыло доступ к самостоятельной творческой работе. Им были осуществлены перестройки домов № 54 (1841) и № 30 (1850-е) по Большой Морской улице, дом № 99 на набережной Мойки (не сохранился), в 1848 году спроектировал здание Кронверкского Арсенала у Петропавловской крепости. Также по его проекту в 1844—1845 годах была построена деревянная церковь Св. апостолов Петра и Павла при военном госпитале в Выборге (ул. Госпитальная, 8).
В 1854—1864 годах был старшим архитектором Санкт-Петербургского Опекунского совета Ведомства учреждений императрицы Марии; выполнил перестройку здания Опекунского совета на Казанской улице, дом № 7. В 1860-х годах он построил флигели Смольного монастыря, осуществил перестройку дома № 23 по Сергиевской улице (не сохранился).
С 1869 года он работал для интендантских управлений Виленского, Московского и Кавказского военных округов. В конце 1879 года был произведён в действительные статские советники.
Умер 27 сентября (9 октября) 1883 года. Был похоронен на Никольском кладбище Александро-Невской лавры; его могила, как и могилы его жены Марии Григорьевны (1829—1885) и дочери Раисы (1848—1886) не сохранились. У него было ещё две дочери: Зинаида (1847—?) и Елизавета (1854—?).
Вместе с А. Сапожниковым в 1845 году издал «Краткое наставление для возведения сельских жилых зданий» (переиздано в 1907 году).